# Teateråret 1903

## Händelser

### Okänt datum
- Axel Engdahl och Albin Lavén tar över Folkteatern i Göteborg.
- Storateatern i Linköping invigs.
- Norrköpings gamla teater rivs.

## Årets uppsättningar

### Maj
- 3 maj - Elin Ameens pjäs En moder har Sverigepremiär på Dramaten i Stockholm [1].

### December
- 4 december - August Strindbergs pjäs Gustaf Adolf har urpremiär på Berliner Theater [2].

### Okänt datum
- Sten Stensson Stéen från Eslöf av John Wigforss spelas på Södra Teatern i Stockholm.

## Födda
- 30 juli – Anna Borg (död 1963), dansk-isländsk skådespelare.